# Derek Walcott
Pour les articles homonymes, voir Walcott.
Derek Alton Walcott est un poète, dramaturge et essayiste saint-lucien de langue anglaise, né le 23 janvier 1930 à Castries et mort le 17 mars 2017 à Cap Estate sur l'île de Sainte-Lucie,,.
Son poème épique Omeros (en), inspiré de l'Iliade, est considéré comme son œuvre majeure par de nombreux critiques littéraires. Son œuvre est réputée pour avoir donné une peinture vivante et pittoresque de la culture et des coutumes antillaises.
Derek Walcott est élu membre honoraire de l'Académie américaine des arts et des lettres, et membre de l'Academy of American Poets.
En 1992, le prix Nobel de littérature lui est décerné, le faisant ainsi le second auteur de couleur après Wole Soyinka à recevoir cette distinction. En 2010, il se voit décerner le prix T.S. Eliot.

## Biographie
Orphelin en bas âge, Derek Walcott est élevé dans une famille métisse réduite à la pauvreté. Sa mère est obligée de faire des travaux de couture pour l'envoyer à l'école. Anglophone, il se voit séparé de la majorité francophone et catholique des Antilles. On retrouve plus tard, dans son œuvre, le besoin de surmonter la barrière des différents langages parlés dans les îles des Caraïbes. Il publie des poèmes dès la fin des années 1940 et poursuit des études en Jamaïque. De 1959 à 1976, il dirige un atelier théâtral à Trinité et y fait jouer certaines de ses pièces. En 1981, il part s'installer aux États-Unis puis devient enseignant à Harvard et à l'université de Boston. Le prix Nobel de littérature lui est décerné en 1992,,,.
En 2009, il retire sa candidature au poste de professeur de poésie à l'université d'Oxford, après que des copies d'un dossier anonyme concernant des accusations de harcèlement sexuel ont été envoyées au comité de sélection.
Walcott est décédé à son domicile de Cap Estate, à Sainte-Lucie, le 17 mars 2017. Il avait 87 ans. Il a eu des funérailles nationales le samedi 25 mars, avec un service à la basilique cathédrale de l'Immaculée Conception à Castries et un enterrement à Morne Fortune.

## Son œuvre
Derek Walcott est l'auteur de plus d'une quinzaine de recueils de poèmes et d'une trentaine de pièces de théâtre qui évoquent tous superbement à leur manière la vie et la culture caribéenne. Expérimental à ses débuts, Walcott s'oriente ensuite vers une inspiration polyglotte et folklorique. L'utilisation qu'il fait du langage poétique est très originale. Il mêle en effet un anglais  soutenu à des idiomes ou des parlers populaires locaux comme le créole auxquels s'ajoutent le français et le latin. On retrouve, dans sa poésie, le besoin constant de combiner la tradition européenne classique, d'Homère et de Shakespeare, au folklore antillais. La forme littéraire qui en découle paraît moderne et métissée. Ses écrits, qui allient l'humour, l'ironie, le sérieux et le lyrisme, ont une vocation universelle et s'inspirent des créations d'Aimé Césaire, Saint-John Perse et Pablo Neruda. Parmi une abondante production poétique, on compte notamment les recueils Dans une nuit verte (In a Green Night 1962), Une autre vie (Another Life, 1973), Varechs (Sea Grapes, 1976), Au royaume du fruit étoile (The Star-Apple Kingdom, 1979) , A la Saint-Jean (Midsummer, 1984) et Omeros (1990). Dans le domaine dramatique, il est l'auteur d’Henri Christophe, une chronique historique en sept scènes consacrée au souverain haïtien homonyme, et du recueil de pièces Un rêve sur le mont Singe (Dream on Monkey Mountain, 1970).
En 2009, il écrit la pièce Marie Laveau and Steel. Une comédie musicale ayant pour titre Marie Laveau a été créée à partir de cette œuvre qui relate la vie en Louisiane de la prêtresse vaudou Marie Laveau (1794-1881). Les rochers errants de ses poèmes peuvent renouveler chez chacun le goût du « fruit heureux » de la poésie, reprenant  les mots de ses deux titres parus en français.

## Œuvres

### Recueils de poésie
- Collected Poems, 1948-1984, New York, Farrar, Straus & Giroux (réimpr. 1986, 1992, 1996, 2001) (1re éd. 1985), 536 p. (ISBN 9780374126261, OCLC 12669385, lire en ligne),
- The Bounty, New York, Farrar, Straus, Giroux (réimpr. 1998, 2001) (1re éd. 1997), 104 p. (ISBN 9780374115562, OCLC 35128108, lire en ligne),
- Tiepolo's Hound, New York, Farrar, Straus, and Giroux (réimpr. 2001, 2005, 2014) (1re éd. 2000), 230 p. (ISBN 9780374105877, OCLC 42652642, lire en ligne),
- The Prodigal : A Poem, New York, Farrar, Straus and Giroux (réimpr. 2006, 2014) (1re éd. 2004), 120 p. (ISBN 9780374237431, OCLC 54759253, lire en ligne),

### Théâtre
- The Joker of Seville and O Babylon! : Two Plays, New York, Farrar, Straus and Giroux (réimpr. 1978, 2014) (1re éd. 1977), 296 p. (ISBN 9780374179984, OCLC 3650086, lire en ligne),

### Conférence
- The Antilles : fragments of Epic Memory : the Nobel Lecture, New York, Farrar, Straus, and Giroux, 1993, 56 p. (ISBN 9780374105303, OCLC 28032188, lire en ligne),

## Prix et distinctions
- 1969 : Lauréat du Cholmondeley Award[14]
- 1971 : Lauréat du Obie Awards, mention « meilleure pièce de théâtre étrangère » pour Dream on Monkey Mountain[15]
- 1972 : Élévation au grade d'Officier de l'Ordre de l'Empire Britannique[16],[17]
- 1981 : Boursier de la Fondation MacArthur[18]
- 1988 : Récipiendaire de la Queen's Gold Medal for Poetry (en)[19]
- 1990 : Lauréat du Arts Council of Wales International Writers Prize[20],[21]
- 1991 : Lauréat du prix WH Smith, pour le poème épique Omeros (en)[22],[23]
- 1992 : Lauréat du Prix Nobel de littérature[24]
- 2004 : Lauréat du Anisfield-Wolf Book Award pour l'ensemble de son oeuvre
- 2008 : Docteur honoris causa de l'Université d'Essex
- 2011 : Lauréat du Prix T. S. Eliot, pour son recueil de poésie White Egrets
- 2011 : Lauréat du OCM Bocas Prize for Caribbean Literature (en) pour White Egrets[25]
- 2015 : Lauréat du Griffin Trust For Excellence In Poetry  Lifetime Recognition Award[26], pour l'ensemble de son oeuvre
- 2016 : Élévation au grade de Chevalier Commandeur de l'Ordre de Sainte-Lucie (en)[27]

## Pour approfondir

#### Essais et biographies
- Loreto Todd, York Notes on Selected Poems of Derek Walcott, Harlow, Essex, Royaume-Uni, Longman, coll. « Longman Literature Guides » (réimpr. 1993) (1re éd. 1964), 100 p. (ISBN 9780582215368, OCLC 30037330, lire en ligne),
- Robert D. Hamner, Derek Walcott, Boston, Massachusetts, Twayne (réimpr. 1993) (1re éd. 1981), 182 p. (ISBN 9780805743012, OCLC 27813669, lire en ligne),
- Stewart Brown (dir.), The Art of Derek Walcott, Chester Springs, Pennsylvanie, Dufour (réimpr. 1995) (1re éd. 1991), 248 p. (ISBN 9781854110213, OCLC 214310452, lire en ligne),
- Bruce Alvin King, Derek Walcott & West Indian Drama : "Not Only a Playwright but a Company", The Trinidad Theatre Workshop 1959-1993, Oxford, Royaume-Uni, Clarendon Press (réimpr. 1997) (1re éd. 1995), 448 p. (ISBN 9780198182580, OCLC 243807863, lire en ligne),
- John Thieme, Derek Walcott, Manchester, Royaume-Uni, Manchester University Press, coll. « Contemporary World Writers » (réimpr. 1999) (1re éd. 1997), 276 p. (ISBN 9780719042058, OCLC 1110968403, lire en ligne),
- Bruce Alvin King, Derek Walcott : A Caribbean Life, Oxford, Royaume-Uni, Oxford University Press (réimpr. 2004) (1re éd. 2000), 768 p. (ISBN 9780198711315, OCLC 42913411, lire en ligne),
- Paula Burnett, Derek Walcott : Politics and Poetics, Gainesville, Floride, University Press of Florida (réimpr. 2017) (1re éd. 2000), 408 p. (ISBN 9780813054889, OCLC 44979794, lire en ligne),
- Paul Breslin, Nobody's Nation : Reading Derek Walcott, Chicago, Illinois, University of Chicago Press (réimpr. 2009, 2014, 2017) (1re éd. 2001), 348 p. (ISBN 9780226074283, OCLC 46729422, lire en ligne),
- Edward Baugh, Derek Walcott, Cambridge, Royaume-Uni, Cambridge University Press, coll. « Cambridge Studies in African and Caribbean Literature » (réimpr. 2012, 2017) (1re éd. 2006), 280 p. (ISBN 9780521553582, OCLC 266073931, lire en ligne),

#### Articles anglophones

##### Années 1964-1989
- C. G. O. King, « The Poems Of Derek Walcott », Caribbean Quarterly, vol. 10, no 3,‎ septembre 1964, p. 3-30 (28 pages) (lire en ligne ),
- Lloyd King, « Derek Walcott: The Literary Humanist in the Caribbean », Caribbean Quarterly, vol. 16, no 4,‎ décembre 1970, p. 36-42 (7 pages) (lire en ligne ),
- Edward Hirsch, « An Interview with Derek Walcott », Contemporary Literature, vol. 20, no 3,‎ été 1979, p. 279-292 (14 pages) (lire en ligne ),
- D.S. Izevbaye, « The Exile and the Prodigal: Derek Walcott as West Indian Poet », Caribbean Quarterly, vol. 26, nos 1/2,‎ mars-juin 1980, p. 70-82 (13 pages) (lire en ligne ),
- Diana Lyn, « The Concept of the Mulatto in some Works of Derek Walcott », Caribbean Quarterly, vol. 26, nos 1/2,‎ mars-juin 1980, p. 49-69 (21 pages) (lire en ligne ),
- Patricia Ismond, « The St.Lucian Background in Garth St. Omer and Derek Walcott », Caribbean Quarterly, vol. 28, nos 1/2,‎ mars.juin 1982, p. 32-43 (12 pages) (lire en ligne ),
- Robert Elliot Fox, « Derek Walcott: History as Dis-Ease », Callaloo, no 27,‎ printemps 1986, p. 331-340 (10 pages) (lire en ligne ),
- Erskine Peters, « The Theme of Madness in the Plays of Derek Walcott », CLA Journal, vol. 32, no 2,‎ décembre 1988, p. 148-169 (22 pages) (lire en ligne ),

##### Années 1990-1999
- Tejumola Olaniyan, « Dramatizing Postcoloniality: Wole Soyinka and Derek Walcott », Theatre Journal, vol. 44, no 4,‎ décembre 1992, p. 485-499 (15 pages) (lire en ligne ),
- Susan Gingell, « Returning to Come Forward : Dionne Brand Confronts Derek Walcott », Journal of West Indian Literature, vol. 6, no 2,‎ mai 1994, p. 43-53 (11 pages) (lire en ligne ),
- Timothy P. Hofmeister, « Iconoclasm, Elegy and Epiphany: Derek Walcott Contemplating the Bust of Homer », International Journal of the Classical Tradition, vol. 1, no 1,‎ été 1994, p. 107-128 (22 pages) (lire en ligne ),
- Patrick Colm Hogan, « Mimeticism, Reactionary Nativism, and the Possibility of Postcolonial Identity in Derek Walcott's "Dream on Monkey Mountain" », Research in African Literatures, vol. 25, no 2,‎ été 1994, p. 103-119 (17 pages) (lire en ligne ),
- Bruce King, « West Indian Drama and the Rockefeller Foundation, 1957-70: Derek Walcott, the Little Carib and the University of the West Indies », The Massachusetts Review, vol. 35, nos 3/4,‎ automne 1994, p. 493-508 (16 pages) (lire en ligne ),
- John Thieme, « 'I decompose but I composing still': Derek Walcott and 'The Spoiler's Return' », The Yearbook of English Studies, vol. 25,‎ 1995, p. 163-172 (10 pages) (lire en ligne ),
- Timothy P. Hofmeister, « The Wolf and the Hare: Epic Expansion and Contextualization in Derek Walcott's "Omeros" », International Journal of the Classical Tradition, vol. 2, no 4,‎ printemps 1996, p. 536-554 (19 pages) (lire en ligne ),
- Norval Edwards, « Derek Walcott: The Poetics of Two Margins », Mississippi Review, vol. 24, no 3,‎ printemps 1996, p. 12-35 (24 pages) (lire en ligne ),
- Femi Abodunrin, « The Muse of History: Derek Walcott and the Topos of {Un}naming in West Indian Writing », Journal of West Indian Literature, vol. 7, no 1,‎ mai 1996, p. 54-77 (24 pages) (lire en ligne ),
- Jill B. Gidmark et Anthony Hunt, « Catherine Weldon: Derek Walcott's Visionary Telling of History », CEA Critic, vol. 59, no 1,‎ 1996, p. 8-20 (13 pages) (lire en ligne ),
- Lorna Hardwick, « Reception as Simile: The Poetics of Reversal in Homer and Derek Walcott », International Journal of the Classical Tradition, vol. 3, no 3,‎ hiver 1997, p. 326-338 (13 pages) (lire en ligne ),
- Louis Bourne, « Just a Fisherman: "Derek Walcott on" Omeros », Agni, no 50,‎ 1999, p. 1-12 (12 pages) (lire en ligne )
- Isabella Maria Zoppi, « "Omeros", Derek Walcott and the Contemporary Epic Poem », Callaloo, vol. 22, no 2,‎ printemps 1999, p. 509-528 (20 pages) (lire en ligne ),
- Peter Burian, « 'You Can Build a Heavy-Beamed Poem out of This': Derek Walcott's "Odyssey" », The Classical World, vol. 93, no 1,‎ septembre-octobre 1999, p. 71-81 (11 pages) (lire en ligne ),
- Timothy Hofmeister, « "This Is We Calypso": An Ithacan and Antillean Topos in Derek Walcott's "Omeros" », The Classical World, vol. 93, no 1,‎ septembre-octobre 1999, p. 51-70 (20 pages) (lire en ligne ),
- Norman Austin, « Homer and the Sunrise in Derek Walcott's "Omeros" », The Classical World, vol. 93, no 1,‎ septembre-octobre 1999, p. 29-42 (14 pages) (lire en ligne ),
- John B. Van Sickle, « The Design of Derek Walcott's "Omeros" », The Classical World, vol. 93, no 1,‎ septembre-octobre 1999, p. 7-27 (21 pages) (lire en ligne ),

##### Années 2000-2009
- Maria Cristina Fumagalli, « Derek Walcott's "Omeros" and Dante's "Commedia": Epics of the Self and Journeys into Language », The Cambridge Quarterly, vol. 29, no 1,‎ 2000, p. 17-36 (20 pages) (lire en ligne ),
- Charles Lock, « Derek Walcott's "Omeros": Echoes from a White-Throated Vase », The Massachusetts Review, vol. 41, no 1,‎ printemps 2000, p. 9-31 (23 pages) (lire en ligne ),
- George B. Handley, « A Postcolonial Sense of Place and the Work of Derek Walcott », Interdisciplinary Studies in Literature and Environment, vol. 7, no 2,‎ été 2000, p. 1-23 (23 pages) (lire en ligne ),
- Gregory D. Alles, « The Greeks in the Caribbean: Reflections on Derek Walcott, Homer and Syncretism », Historical  Reflections / Réflexions Historiques, vol. 27, no 3,‎ 2001, p. 425-452 (28 pages) (lire en ligne ),
- Charles W. Pollard, « Traveling with Joyce: Derek Walcott's Discrepant Cosmopolitan Modernism », Twentieth Century Literature, vol. 47, no 2,‎ été 2001, p. 197-216 (20 pages) (lire en ligne ),
- Harry Garuba, « The Island Writes Back: Discourse/Power and Marginality in Wole Soyinka's "The Swamp Dwellers," Derek Walcott's "The Sea at Dauphin," and Athol Fugard's "The Island" », Research in African Literatures, vol. 32, no 4,‎ hiver 2001, p. 61-76 (16 pages) (lire en ligne ),
- Lorna P. Hardwick, « Classical Texts in Post-Colonial Literatures: Consolation, Redress and New Beginnings in the Work of Derek Walcott and Seamus Heaney », International Journal of the Classical Tradition, vol. 9, no 2,‎ 2002, p. 236-256 (21 pages) (lire en ligne ),
- Véronique Bonnet et Natalie Schon, « Maritime Poetics: the Atlantic, the Caribbean and the Mediterranean Seas in the Work of Saint-John Perse, Edouard Glissant, and Derek Walcott », Journal of Caribbean Literatures, vol. 3, no 2,‎ printemps 2002, p. 13-22 (10 pages) (lire en ligne ),
- Sarah Fulford, « Painting the Sublime in Visible Syntax: Derek Walcott's "Tiepolo's Hound" », The Cambridge Quarterly, vol. 33, no 1,‎ 2004, p. 11-27 (17 pages) (lire en ligne ),
- Edward O. Ako, « Ernest Hemingway, Derek Walcott and Old Men of the Sea », CLA Journal, vol. 48, no 2,‎ décembre 2004, p. 200-212 (13 pages) (lire en ligne ),
- John Van Sickle, « "Virgilian Reeds" - A Program Cue in Derek Walcott's "Omeros" », Vergilius, vol. 51,‎ 2005, p. 32-61 (30 pages) (lire en ligne ),
- Chris Bongie, « "Monotonies of History": Baron de Vastey and the Mulatto Legend of Derek Walcott's "Haitian Trilogy" », Yale French Studies, no 107,‎ 2005, p. 70-107 (38 pages) (lire en ligne ),
- Clarissa Lee, « Derek Walcott, Human Isolation, and Traditions of English Poetry », Journal of Caribbean Literatures, vol. 4, no 1,‎ 2005, p. 109-122 (14 pages) (lire en ligne ),
- Joyce Green MacDonald, « Bodies, Race, and Performance in Derek Walcott's "A Branch of the Blue Nile" », Theatre Journal, vol. 57, no 2,‎ mai 2005, p. 191-203 (13 pages) (lire en ligne )
- Peter Erickson, « Artists' Self-Portraiture and Self-Exploration in Derek Walcott's "Tiepolo's Hound" », Callaloo, vol. 28, no 1,‎ hiver 2005, p. 224-235 (12 pages) (lire en ligne ),
- Irene Martyniuk, « Playing with Europe: Derek Walcott's Retelling of Homer's "Odyssey" », Callaloo, vol. 28, no 1,‎ hiver 2005, p. 188-199 (12 pages) (lire en ligne ),
- Joe Kraus, « Through Loins and Coins: Derek Walcott's Weaving of the West Indian Federation », Callaloo, vol. 28, no 1,‎ hiver 2005, p. 60-74 (15 pages) (lire en ligne ),
- Antonia MacDonald-Smythe, « The Privileges of Being Born in ... a Backward and Underdeveloped Society: Derek Walcott's Prodigal Provincialism », Callaloo, vol. 28, no 1,‎ hiver 2005, p. 88-101 (14 pages) (lire en ligne ),
- Paul Breslin, « Derek Walcott's "Reversible World": Centers, Peripheries, and the Scale of Nature », Callaloo, vol. 28, no 1,‎ hiver 2005, p. 8-24 (17 pages) (lire en ligne ),
- George Handley, « Derek Walcott's Poetics of the Environment in "The Bounty" », Callaloo, vol. 28, no 1,‎ hiver 2005, p. 201-215 (15 pages) (lire en ligne ),
- Laurence A. Breiner, « Creole Language in the Poetry of Derek Walcott », Callaloo, vol. 28, no 1,‎ hiver 2005, p. 29-41 (13 pages) (lire en ligne ),
- Omotayo Oloruntoba-Oju, « The Redness of Blackness: Revisiting Derek Walcott's Mulatto Aesthetics », Caribbean Quarterly, vol. 52, no 1,‎ mars 2006, p. 12-25 (14 pages) (lire en ligne ),
- Paul Jay, « Fated to Unoriginality: The Politics of Mimicry in Derek Walcott's "Omeros" », Callaloo, vol. 29, no 2,‎ printemps 2006, p. 545-559 (15 pages) (lire en ligne ),
- Víctor Figueroa, « Encomium of Helen: Derek Walcott's Ethical Twist in "Omeros" », Twentieth Century Literature, vol. 53, no 1,‎ printemps 2007, p. 23-39 (17 pages) (lire en ligne )
- Anthony Carrigan, « Preening with Privilege, Bubbling Bilge: Representations of Cruise Tourism in Paule Marshall's "Praisesong For the Widow" and Derek Walcott's "Omeros" », Interdisciplinary Studies in Literature and Environment, vol. 14, no 1,‎ hiver 2007, p. 143-159 (17 pages) (lire en ligne ),
- Rachel D. Friedman, « Derek Walcott's Odysseys », International Journal of the Classical Tradition, vol. 14, nos 3/4,‎ décembre 2007, p. 455-480 (26 pages) (lire en ligne ),
- Simon Dentith, « ‘I chewed up Littererchewer’ », Key Words: A Journal of Cultural Materialism, no 6,‎ 2008, p. 61-75 (15 pages) (lire en ligne ),
- Jason Lagapa, « Swearing At-Not By-History: Obscenity, "Picong" and Irony in Derek Walcott's Poetry », College Literature, vol. 35, no 2,‎ printemps 2008, p. 104-125 (22 pages) (lire en ligne ),
- Martin McKinsey, « Missing Sounds and Mutable Meanings: Names in Derek Walcott's "Omeros" », Callaloo, vol. 31, no 3,‎ été 2008, p. 891-902 (12 pages) (lire en ligne ),

##### Années 2010-2019
- Stephanie Pocock Boeninger, « "I Have Become the Sea's Craft": Authorial Subjectivity in Derek Walcott's Omeros and David Dabydeen's "Turner" », Contemporary Literature, vol. 52, no 3,‎ 2011, p. 462-492 (31 pages) (lire en ligne )
- Scott Crossley, « Metaphors and the Reclamation of Blackness in Derek Walcott's "Dream on Monkey Mountain" », Journal of Caribbean Literatures, vol. 7, no 1,‎ printemps 2011, p. 15-32 (18 pages) (lire en ligne ),
- Mac Fenwick, « "All Strangers Here": 'native' as invasive in the poetry of Derek Walcott », Journal of West Indian Literature, vol. 20, no 1,‎ novembre 2011, p. 10-35 (26 pages) (lire en ligne ),
- Andrea Nightingale, « Homecoming and the Humic: Eleanor Wilner, Brian Jungen, and Derek Walcott », Arion: A Journal of Humanities and the Classics, vol. 19, no 3,‎ hiver 2012, p. 11-26 (16 pages) (lire en ligne ),